# Марутеа

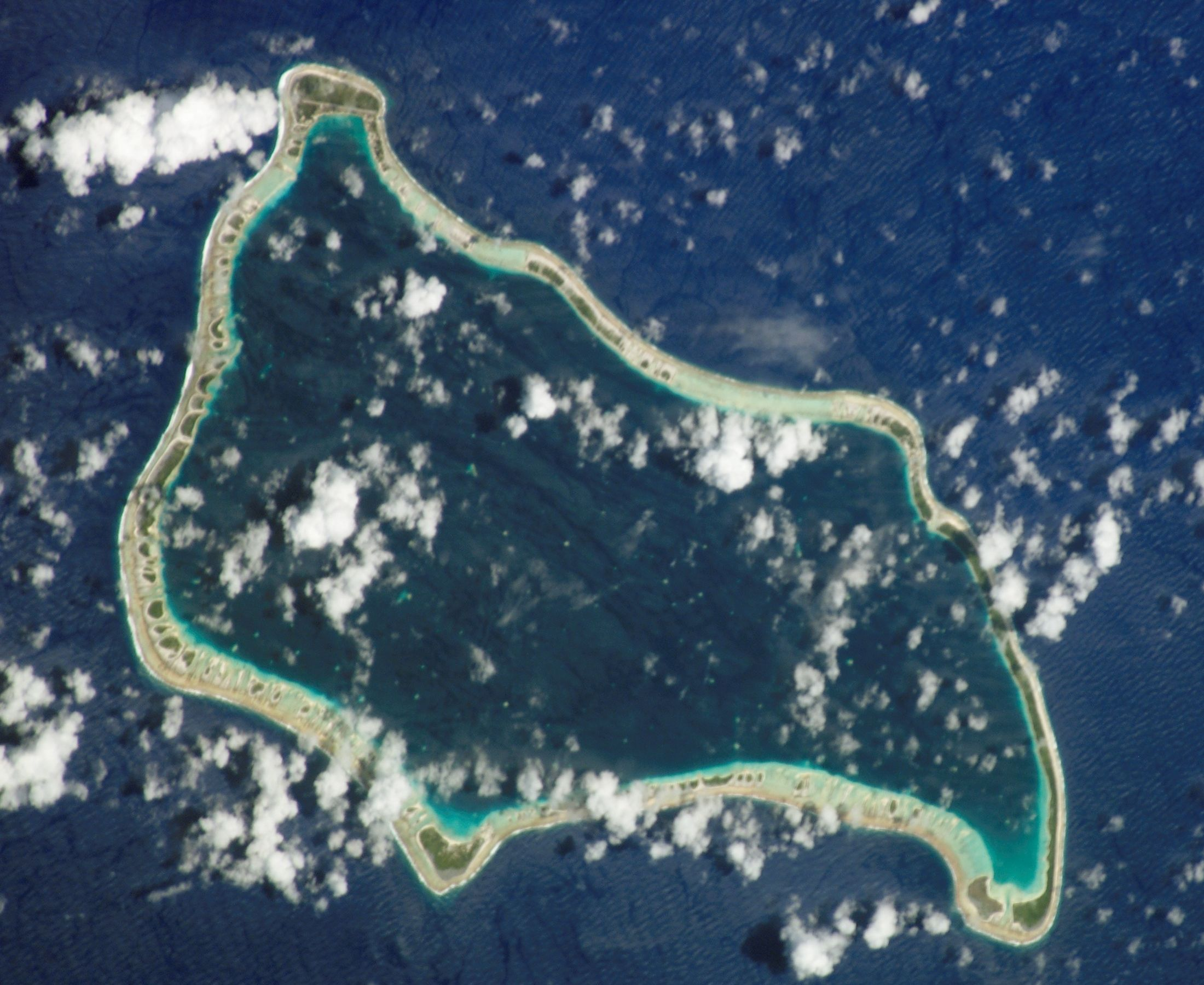
Космический снимок атолла

Марутеа (фр. Marutea Sud) — атолл в архипелаге Туамоту (Французская Полинезия). Расположен в 1400 км к юго-востоку от острова Таити. Остров следует отличать от атолла Марутео, также расположенного в архипелаге Туамоту.

## География
Остров представляет собой атолл с большой лагуной площадью 112 км².

## История
Марутеа был открыт 4 февраля 1606 году испанским мореплавателем родом из Португалии Педро Фернандесом Киросом, который назвал его Сан-Блас. Другое историческое название — Лорд-Худ, названный так британским мореплавателем Эдвардом Эдвардсом. В 1984 году остров был куплен Робертом Ваном, крупным торговцем чёрного жемчуга с островов Туамоту. В 1993 году на Марутеа был сооружён аэродром.

## Административное деление
Административно входит в состав коммуны Гамбье.

## Население
В 2002 году численность населения острова составляла 178 человек.